# No Way Out (2003)
No Way Out (2003) foi um evento pay-per-view realizado pela World Wrestling Entertainment, ocorre no dia 23 de fevereiro de 2003 no Bell Centre na cidade de Montreal, Quebec. Esta foi a quinta edição da cronologia do No Way Out e a primeira vez que este foi realizado fora dos Estados Unidos.

## Resultados
| #                              | Lutas                                                                                           | Estipulação                                         | Tempo |
| ------------------------------ | ----------------------------------------------------------------------------------------------- | --------------------------------------------------- | ----- |
| Sunday Night Heat              | Rey Mysterio derrotou Jamie Noble                                                               | Singles match                                       | 04:35 |
| 1                              | Chris Jericho derrotou Jeff Hardy                                                               | Singles match                                       | 12:59 |
| 2                              | William Regal e Lance Storm (c) derrotaram Kane e Rob Van Dam                                   | Tag Team match pelo WWE World Tag Team Championship | 09:20 |
| 3                              | Matt Hardy derrotou Billy Kidman (c)                                                            | Singles match pelo WWE Cruiserweight Championship   | 09:31 |
| 4                              | The Undertaker derrotou Big Show por submissão.                                                 | Singles match                                       | 14:08 |
| 5                              | Brock Lesnar e Chris Benoit derrotaram Team Angle (Kurt Angle, Shelton Benjamin e Charlie Haas) | 3-on-2 Handicap match                               | 13:19 |
| 6                              | Triple H (c) derrotou Scott Steiner                                                             | Singles match pelo World Heavyweight Championship   | 13:01 |
| 7                              | Stone Cold Steve Austin derrotou Eric Bischoff                                                  | Singles match                                       | 04:26 |
| 8                              | The Rock derrotou Hulk Hogan                                                                    | Singles match                                       | 12:20 |
| (c) - Campeão(s) antes da luta |                                                                                                 |                                                     |       |